# الإعداد أحادي الكاميرا

رسم تخطيطي يوضح إعداد كاميرا واحدة.

يعد الإعداد أحادي الكاميرا، أو وضع الإنتاج أحادي الكاميرا، والمعروف أيضًا باسم الكاميرا الأحادية المحمولة، طريقة لإنتاج الأفلام والفيديو.
تم تطوير إعداد الكاميرا الفردية في الأصل أثناء إنشاء سينما هوليود الكلاسيكية في عام 1910 وظلت طريقة الإنتاج القياسية للسينما؛ أما في التلفزيون، تعد كل من الكاميرات الفردية والإنتاج متعدد الكاميرات شائعة.

## وصف
في هذا الإعداد، يتم التقاط كل من اللقطات وزوايا الكاميرا المختلفة باستخدام نفس الكاميرا، أو يتم توجيه عدة كاميرات في اتجاه واحد، والتي يتم نقلها وإعادة ضبطها للحصول على كل لقطة أو زاوية جديدة. حالة قطع المشهد ذهابًا وإيابًا بين الفاعل A والممثل B ، فسوف يقوم المخرج أولاً بتوجيه الكاميرا نحو A وتشغيل جزء أو كل المشهد من هذه الزاوية ، ثم حرك الكاميرا للإشارة إلى B ، إعادة إشعال، ثم قم بتشغيل المشهد من خلال هذه الزاوية. يمكن بعد ذلك اتخاذ الخيارات أثناء عملية التحرير لما بعد الإنتاج عندما يكون في المشهد استخدام كل لقطة، ومتى يتم قطع ذهابًا وإيابًا بين الزاويتين (أو أكثر من اثنتين) عادةً. يسمح هذا أيضًا بإزالة أجزاء من المشهد إذا شعر أن المشهد طويل جدًا. في الممارسة العملية ، يتم في بعض الأحيان استخدام كاميرتين تقومان بالتصوير من نفس الزاوية: واحدة لالتقاط لقطة متوسطة، والآخر صورة مقربة خلال نفس الصورة.
على النقيض من ذلك، يتكون إعداد الكاميرا المتعددة من كاميرات متعددة مرتبة لالتقاط جميع زوايا الكاميرا المختلفة للمشهد في وقت واحد، ويجب إضاءة المجموعة لاستيعاب جميع إعدادات الكاميرا بشكل متزامن. ينتج عن إنتاج الكاميرات المتعددة عمومًا تسجيلات فيديو أسرع ولكن أقل تنوعًا، في حين أن إعداد الكاميرا الفردية يستغرق وقتًا أطول ولكنه يعطي المدير مزيدًا من التحكم في كل لقطة.